# وسط بيدفوردشير (دائرة انتخابية في المملكة المتحدة)
وسط بيدفوردشير (بالإنجليزية: Mid Bedfordshire)‏ هي إحدى الدوائر الانتخابية في المملكة المتحدة الممثلة في مجلس العموم في برلمان المملكة المتحدة.
عضو البرلمان الذي يمثلها حالياً هو :Mrs Nadine Dorries (Con).